# Hugo Benioff
Hugo Benioff   (Los Angeles, 14 de setembre de 1899 - Los Angeles, 29 de febrer de 1968) va ser un sismòleg nord-americà i professor a l'Institut Tecnològic de Califòrnia. Se'l recorda sobretot pel seu treball en la cartografia de la ubicació dels terratrèmols profunds a l'oceà Pacífic.
Benioff va néixer a Los Angeles. El seu pare era un immigrant jueu de Kíiv a l'Imperi Rus i la seva mare una luterana de Suècia. Després de graduar-se al Pomona College l'any 1921, Benioff va començar la seva carrera amb la idea de ser astrònom i va treballar durant un temps a l'Observatori de Mount Wilson, però quan va descobrir que els astrònoms treballen de nit i dormen de dia, ràpidament va passar a la sismologia. Es va incorporar al Laboratori Sismològic l'any 1924 i es va doctorar per l'Institut Tecnològic de Califòrnia el 1935.
Benioff és conegut com un pioner en el disseny d'instruments de terratrèmols. Un dels seus primers instruments, creat el 1932, va ser el sismògraf Benioff, que detecta el moviment de la terra; aquests instruments s'utilitzen ara a tots els països del món. Igualment famós és l'instrument de tensió Benioff, que registra l'estirament de la superfície terrestre. Un dels seus èxits més recents va ser una versió refinada de l'antic sismògraf Benioff que ha donat als sismòlegs més coneixements sobre la causa dels terratrèmols molt profunds.
Benioff va notar que les fonts del terratrèmol s'enfonsen més sota la placa tectònica dominant que s'allunyava de la rasa en una zona de subducció. Es va adonar que aquest conjunt inclinat de fonts de terratrèmols indica la posició de la part de la placa que ja s'ha subduït. Per tant, aquest patró de terratrèmols es coneix com a zona de Wadati-Benioff.
Des de principis dels anys 30, Benioff també va treballar en la creació d'instruments musicals elèctrics; en particular un piano, un violí i un violoncel. Va continuar desenvolupant aquests instruments durant la resta de la seva vida, treballant durant més de dues dècades amb la pianista Rosalyn Tureck i també, cap al final de la seva vida, amb la Baldwin Piano Company. Va ser elegit membre de l'Acadèmia Americana de les Arts i les Ciències el 1958.